# Saravan
Sarāvān (farsi سراوان) è il capoluogo dello shahrestān di Saravan, circoscrizione Centrale, nella provincia del Sistan e Baluchistan in Iran. Aveva, nel 2006, una popolazione di 58.652 abitanti. Si chiamava Shastoon fino al 1926. Si trova vicino al confine con il Pakistan.